# 贾尔加斯拜·别尔季穆托夫
贾尔加斯拜·别尔季穆托夫（1997年3月26日—），乌兹别克斯坦男子摔跤运动员，2019年世界摔跤锦标赛男子古典式77公斤级铜牌得主、2022年世界摔跤锦标赛男子古典式82公斤级银牌得主、2022年亚洲运动会男子古典式87公斤级金牌得主。